# George Turner (scrittore)
George Turner (Melbourne, 15 ottobre 1916 – Ballarat, 8 giugno 1997) è stato uno scrittore e critico letterario australiano.

## Biografia
George Turner nasce il 15 ottobre 1916 a Melbourne dove compie gli studi.
Lasciata la scuola svolge diversi mestieri prima di arruolarsi e servire gli Alleati durante la Seconda guerra mondiale.
Dopo un inizio di carriera nella letteratura mainstream e il Miles Franklin Award del 1962 con The Cupboard Under the Stairs, inizia a partire dal 1978 a scrivere racconti e romanzi di fantascienza molto apprezzati dal pubblico e dalla critica vincendo nel 1988 il Premio Arthur C. Clarke con il romanzo Le torri dell'esilio.
Muore l'8 giugno 1997 a Ballarat a causa di un infarto.

## Opere

### Romanzi
- Young Man of Talent (1959)
- A Stranger and Afraid (1961)
- The Cupboard Under the Stairs (1962)
- A Waste of Shame (1965)
- The Lame Dog Man (1967)
- Beloved Son (1978)
- Transit of Cassidy (1978)
- Vaneglory (1981)
- Yesterday's Men (1983)
- Drowning Towers (1987)
- Le torri dell'esilio (The Sea and Summer) (1987), Milano, Longanesi, 1990 Traduzione di Roberta Rambelli ISBN 88-304-0955-3.
- Brain Child (1991)
- The Destiny Makers (1993)
- Genetic Soldier (1994)
- Down There in Darkness (1999)

### Racconti
- A Pursuit of Miracles (1990)

### Biografie
- In the Heart or in the Head: An Essay in Time Travel (1984)